# Clemens De Landtsheer
Clemens De Landtsheer (Temse, 25 mei 1894 - Oostende, 4 april 1984) was vanaf 1921 betrokken bij de organisatie van de jaarlijkse IJzerbedevaart en vanaf 1927 actief als kleinschalig filmproducent.

## IJzerbedevaarten
De Landtsheer was aanwezig op de allereerste IJzerbedevaart in 1920 en werkte mee aan de organisatie van de tweede editie, die gewijd was aan zijn neven, de Gebroeders Van Raemdonck. Hij werd omstreeks 1924 officieel aangesteld tot secretaris van het IJzerbedevaartcomité en ging op pensioen in 1960. De Landtsheer verdween voor het comité wel buiten beeld tussen 1944 en 1948: in die periode werd hij wegens politieke collaboratie gevangengezet. De Landtsheer, die aan het begin van de Tweede Wereldoorlog was weggevoerd naar het interneringskamp van Saint-Cyprien, was immers oorlogsburgemeester van Kaaskerke geweest en had ook een rol gespeeld in de organisatie van de zogenaamde Oorlogsbedevaarten.
Als secretaris van het IJzerbedevaartcomité stond De Landtsheer onder andere in voor de fondsenwerving: voor de bedevaarten en voor de bouw van de IJzertoren. Op die manier groeide hij ook uit tot de belangrijkste propagandist van het comité.

## Films
De Landtsheer speelde achter de schermen een belangrijke rol in de Vlaamse beweging, maar was ook een pionier in de Belgische of Vlaamse filmgeschiedenis. Hij maakte vanaf 1927 propagandafilms voor het IJzerbedevaartcomité: de lange Bedevaartfilm (eerste versie uit 1927-1928), het lange Met Onze Jongens aan den IJzer (eerste versie uit 1928) en verscheidene korte verslagen en propagandafilms. Daarnaast richtte hij in 1929 zijn eigen bedrijfje Flandria Film op. Daarmee produceerde hij Vlaamse nieuwsfilms (Vlaamsche Gebeurtenissen) en sportfilms, maar verdeelde bijvoorbeeld ook oude filmpjes van Charlie Chaplin.
In mei 1940 - bij de Duitse inval - werd De Landtsheer door de Belgische staatsveiligheid weggevoerd naar Frankrijk. In deze periode brandde in Diksmuide het secretariaat van het IJzerbedevaartcomité af en een groot deel van de filmcollectie van Flandria Film ging verloren. Door elders kopies aan te kopen werd een deel van de films gerecupereerd, maar de schade bleef groot. De Landtsheer bleef tot aan het einde van de Tweede Wereldoorlog actief als filmproducent en -verdeler, al nam zijn productiviteit na mei 1940 af. Hij leende wel de naam van zijn firma, evenals archiefbeelden uit zijn catalogus, uit aan de producenten van de propagandafilm Vlaanderen te weer.
Uiteindelijk realiseerde De Landtsheer met Flandria Film een productie en distributie van meer dan 320 films: twee documentaire langspeelfilms, zo'n tachtig Vlaamsche Gebeurtenissen, meer dan zestig sportfilms en honderdtachtig aangekochte documentaires en films.

## Hernieuwde belangstelling in de 21e eeuw
De filmactiviteiten van De Landtsheer, die in boeken over Belgische filmgeschiedenis nauwelijks aandacht kregen, werden in 2008 in herinnering gebracht door het project "Een idee verkopen en een mythe creëren...Clemens De Landtsheer, pionier van de Vlaams-nationale propagandafilm". In het kader van dit project werd een tentoonstelling gehouden in Temse en een nieuw boek met dvd uitgebracht. Het boek is kritisch ten opzichte van De Landtsheers politieke engagement. Die lijn wordt doorgetrokken in de documentaire Clemens De Landtsheer, propagandist, die als extra op de dvd staat.